# Magyar óriás galamb

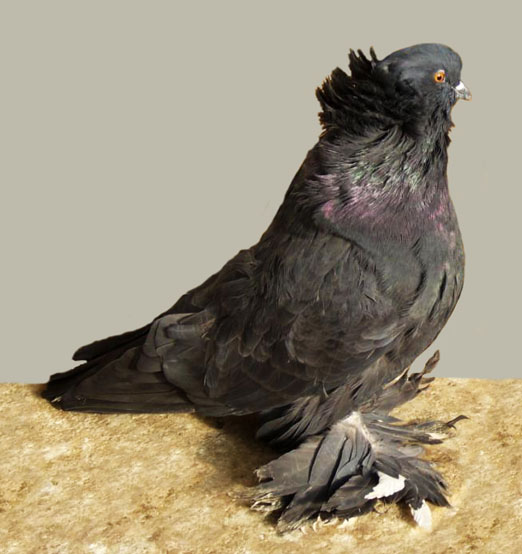
Magyar óriás galamb

A magyar óriás galamb az egyik legrégebbi magyar galambfajta. A galambok királynőjének is szokták hívni. Magyarországon működő fajtaklubja van.

## Eredete
Származási helye Magyarország, ahol – főleg az Alföld településein – évszázadok óta tartják. Korábban „török galamb”, valamint „magyar házi” néven is nevezték ezt a házigalamb-fajtát. Ez a fajta múltjára vonatkozóan a török hódoltság korára és törökországi, de ismeretlen hátterű származására utal. Még az 1930-as években is gyakoriak voltak különböző (lábtollas, sima lábú, kontyos, fésűs, simafejű) változatai. Többszöri próbálkozás után készült el és került elfogadásra 1960-ban az első, egységes fajtaleírása.

## Leírása
Óriás testű, arányos testalkatú, széles mellű, mély állású, kagylófésűs, tollaslábú, erőt és méltóságot kifejező fajta. Testhossza a csőrhegytől a farok végéig 45–50 cm. Magassága 25–28 cm. Törzsét jól fejlett, az erős csontozatra arányosan rakódott izomzat borítja. Melle enyhén emelt, a háta törésmentesen lejt. A farok vége a talajt nem érinti. A hímek testsúlya legalább 900 g, a tojóké 800 g. Ezt a súlyt az egyedek kétéves korukra érik el. Gyűrűnagyság: 15 mm.